# Carlo Magno (Eurocity)
Carlo Magno fu il nome di una relazione ferroviaria Eurocity che collegò Sestri Levante con Dortmund fra il 1987 e il 1992.
Nel 1991 circolava via Domodossola Simplon Brig Lotschberg EC 6,con vetture dirette Milano  Brig Basel Bruxelles  dal D 322 a Domodossola.  Causa peso,trainato da 2 Re4 4 BLS Domodossola Bern. Senza fermata Brig Spiez. Al ritorno ,EC7 SBB Re6/6 Bern Domodossola  senza fermata Spiez Brig

## Storia
Con l'orario entrato in vigore il 31 maggio 1987 vennero istituiti in Italia i treni EuroCity. Fra questi figurava un collegamento fra Dortmund e Sestri Levante denominato Carlo Magno, con numerazione 4 per i treni diretti in Germania e 5 per quelli che viaggiavano verso l'Italia. In precedenza era già presente una coppia di treni con la medesima numerazione, che collegava Dortmund con Milano; tale collegamento era classificato come InterCity ed era denominato «Metropolitano». Il treno si inseriva fra le tracce del cadenzamento degli intercity, in vigore fra Milano e Genova dal 1985. Il Carlo Magno venne considerato dagli operatori economici della Riviera di Levante molto importante sia per il turismo locale che per i possibili viaggi d'affari, tanto che il viaggio inaugurale venne accolto all'arrivo a Sestri Levante dalla banda cittadina. A partire dal 2 giugno 1991 il servizio cambiò numerazione, diventando l'EuroCity 6/7 e cambiò il percorso varcando il confine Italiano attraverso il Sempione. La precedente numerazione venne presa dall'Eurocity Verdi che, limitato a Milano, condivideva con il Carlo Magno la prosecuzione di uno dei due treni verso Münster. Nonostante il discreto successo ottenuto negli anni e malgrado le proteste di alcune aziende di soggiorno della Riviera, il collegamento venne ritenuto poco remunerativo e le Ferrovie dello Stato decisero di sopprimerlo a partire dall'orario in vigore dal 31 maggio 1992. Di conseguenza sparirono dall'orario italiano gli Eurocity 6/7 mentre il precedente 4/5 venne limitato in entrambi i sensi a Dortmund. In sostituzione venne creato un nuovo Intercity tra Sestri Levante e Milano, chiamato Carlo Cattaneo.

## Percorso
Lasciato Sestri Levante il treno correva lungo la costa fino a raggiungere Genova. Da qui proseguiva verso l'interno, raggiungendo Milano attraverso la Linea Succursale dei Giovi. Da qui, dopo una manovra di regresso, il treno viaggiava verso il Traforo del San Gottardo, passando da Como e dal Canton Ticino, per poi proseguire verso Lucerna, stazione in cui effettuava un altro regresso, Olten e Basilea. Dopo un'ulteriore manovra di regresso, il Carlo Magno seguiva il tracciato del Reno sino a Duisburg, per poi virare verso oriente e raggiungere Dortmund.
Dal 2 giugno 1992 il treno abbandonò il precedente percorso dopo Milano, transitando dal Traforo del Sempione e dalla Ferrovia del Lötschberg per raggiungere Berna e Basilea e riprendere il tracciato abituale. Seguendo questo itinerario, in territorio italiano si perse la fermata di Como e si aggiunsero quelle di Arona, Stresa, Verbania e Domodossola.
Di seguito è riportato l'orario in vigore fra il 30 settembre 1990 e il 31 gennaio 1991.
| Orario 1990-91 | Orario 1990-91 | Orario 1990-91                 | Orario 1990-91 | Orario 1990-91 | Orario 1990-91 |
| EC 4           | Stato          | Fermata                        | km parziale    | km             | EC 5           |
| -------------- | -------------- | ------------------------------ | -------------- | -------------- | -------------- |
| 8:42           | Italia         | Sestri Levante                 | 0              | 0              | 20:45          |
| 8:50           | Italia         | Chiavari                       |                |                | 20:37          |
| 8:58 - 8:59    | Italia         | Rapallo                        | 16             | 16             | 20:26 - 20:27  |
| 9:04           | Italia         | Santa Margherita L.- Portofino |                |                | 20:22          |
| 9:27           | Italia         | Genova Brignole                |                |                | 19:58          |
| 9:35 - 9:40    | Italia         | Genova P.P.                    | 29             | 45             | 19:50 - 19:53  |
| 10:28          | Italia         | Voghera                        |                |                | 18:57          |
| 10:43          | Italia         | Pavia                          |                |                | 18:40          |
| 11:10 - 11:30  | Italia         | Milano Centrale                | 151            | 196            | 17:25 - 18:15  |
| 12:06          | Italia         | Como S. G.                     | 46             | 242            | 16:47 - 16:49  |
| 12:19 - 12:34  | Svizzera       | Chiasso                        | 5              | 247            | 16:24 - 16:39  |
| 12:56 - 12:59  | Svizzera       | Lugano                         | 26             | 273            | 15:59 - 16:02  |
| 13:25 - 13:28  | Svizzera       | Bellinzona                     | 29             | 302            | 15:30 - 15:33  |
| 15:12 - 15:14  | Svizzera       | Arth-Goldau                    | 142            | 444            | 13:44 - 13:46  |
| 15:39 - 16:46  | Svizzera       | Luzern                         | 28             | 472            | 13:12 - 13:19  |
| 16:24 - 16:26  | Svizzera       | Olten                          | 57             | 529            | 12:34 - 12:36  |
| 16:25 - 17:17  | Svizzera       | Basel SBB                      | 39             | 568            | 11:43 - 12:08  |
| 17:22 - 17:24  | Svizzera       | Basel Bad Bf                   | 5              | 573            | 11:35 - 11:38  |
| 17:56 - 17:58  | Germania       | Freiburg (Brsg)                | 62             | 635            | 10:59 - 11:01  |
| 18:26 - 18:27  | Germania       | Offenburg                      | 62             | 697            | 10:29 - 10:30  |
| 18:59 - 19:01  | Germania       | Karlsruhe Hbf                  | 73             | 770            | 9:56 - 9:58    |
| 19:27 - 19:32  | Germania       | Mannheim Hbf                   | 61             | 831            | 9:26 - 9:31    |
| 20:11 - 20:13  | Germania       | Mainz Hbf                      | 70             | 901            | 8:45 - 8:47    |
| 21:00 - 21:02  | Germania       | Koblenz Hbf                    | 91             | 992            | 7:55 - 7:57    |
| 21:32 - 21:34  | Germania       | Bonn Hbf                       | 59             | 1051           | 7:20 - 7:22    |
| 21:54 - 22:04  | Germania       | Köln Hbf                       | 34             | 1085           | 6:54 - 7:01    |
| 22:29 - 22:31  | Germania       | Düsseldorf Hbf                 | 40             | 1125           | 6:28 - 6:30    |
| 22:43 - 22:45  | Germania       | Duisburg Hbf                   | 24             | 1149           | 6:14 - 6:16    |
| 22:56 - 22:58  | Germania       | Essen Hbf                      | 19             | 1168           | 6:01 - 6:03    |
| 23:16          | Germania       | Dortmund Hbf                   | 34             | 1202           | 5:42           |